# Tijarafe

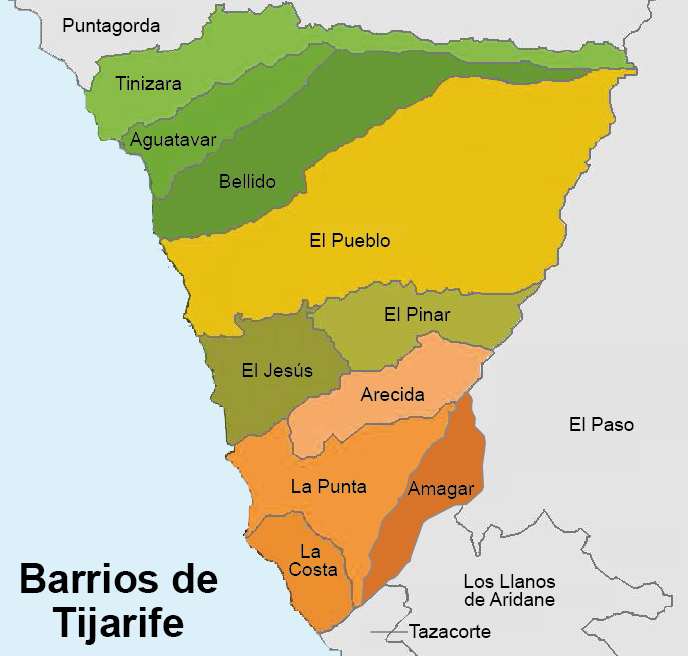

Tijarafe is een gemeente op het eiland La Palma in de Spaanse provincie Santa Cruz de Tenerife in de regio Canarische Eilanden met een oppervlakte van 54 km². Tijarafe telt 2.577 inwoners (1 januari 2016).
Barlovento · Breña Alta · Breña Baja · Fuencaliente de La Palma · Garafía · Los Llanos de Aridane · El Paso · Puntagorda · Puntallana · San Andrés y Sauces · Santa Cruz de La Palma · Tazacorte · Tijarafe · Villa de Mazo